# رودخانه خررود
خررود رودخانه‌ای در حوضه آبریز فلات مرکزی در استان قزوین ایران است. خَرَه رود یا خَرّه چای در تورکی به معنی رود گل آلود است . این رودخانه از ارتفاعاتی به نام گوی‌قزای منطقه خرقان و در شهر آوج استان قزوین سرچشمه می‌گیرد و پس از پیمودن ۲۱۷ کیلومتر به رود شور می‌پیوندد و سپس به دریاچه نمک قم می‌ریزد.
این رود از مهم‌ترین سرشاخه‌های رودشور است و دومین رود استان قزوین از لحاظ بزرگی حوضه است. این رود دارای سرشاخه‌های متعددی است که از آنها می‌توان به کلنجین‌چای، آبگرم‌چای و آوج‌چای اشاره کرد. بر روی این رودخانه سدی به نام سد نهب احداث شده‌است که از منابع تأمین آب شهر تاکستان و شهرهای حوضه شمالی رودخانه است.

## جغرافیا

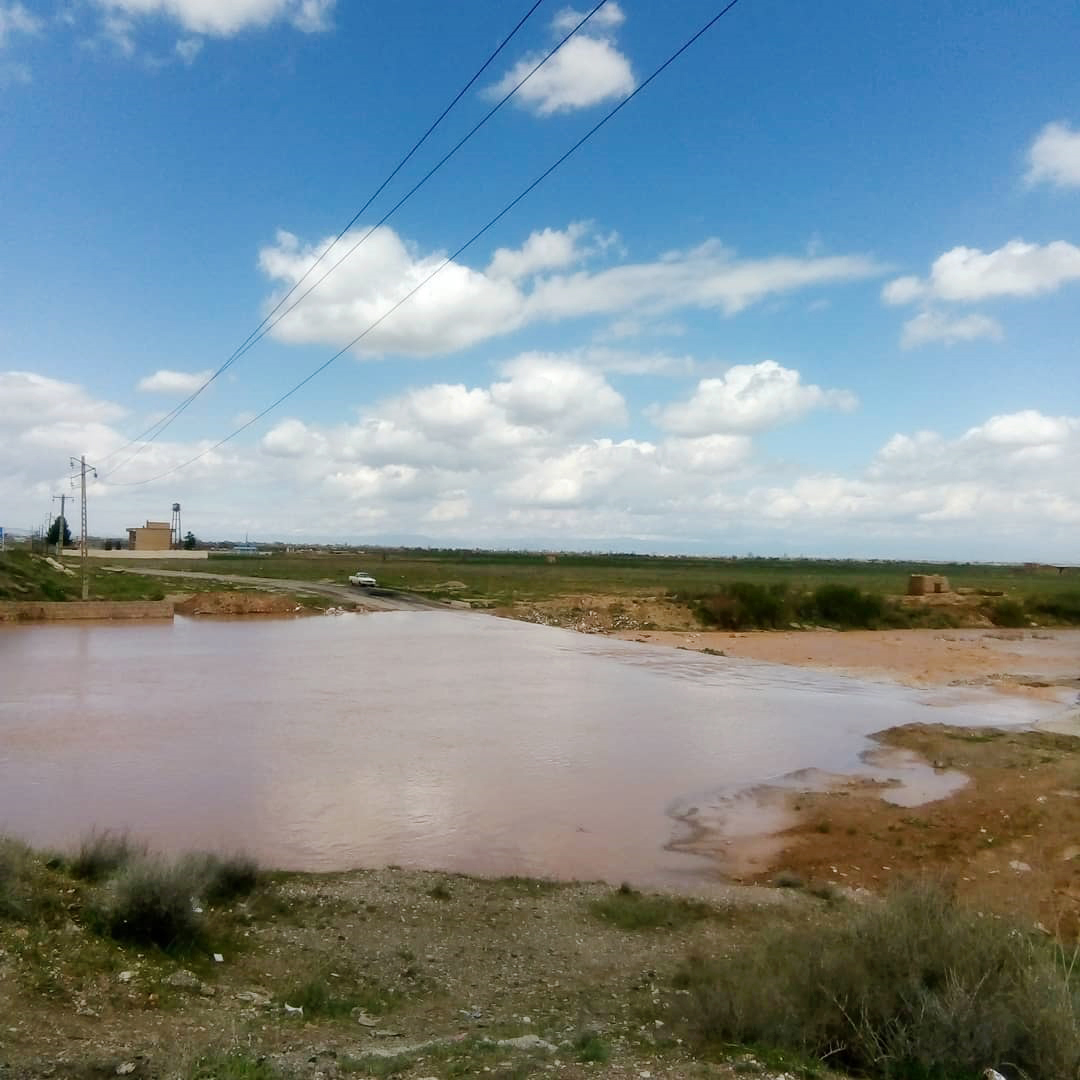
خررود در محدوده شال

### داده‌های کلی
این رود در جنوب غربی استان قزوین و در حوضه آبریز مرکزی ایران و در حوضه ایران مرکزی قرار دارد. مساحت حوضه این رود ۵۵۰۰ کیلومتر مربع است که بخش عمده آن یعنی ۴۱۳۰ کیلومتر آن در استان قزوین واقع شده‌است. تراز حوضه خررود بین ۱۲۰۰–۱۶۸۰ متر بالاتر از سطح دریاهای آزاد است.

### ویژگی‌های فنی

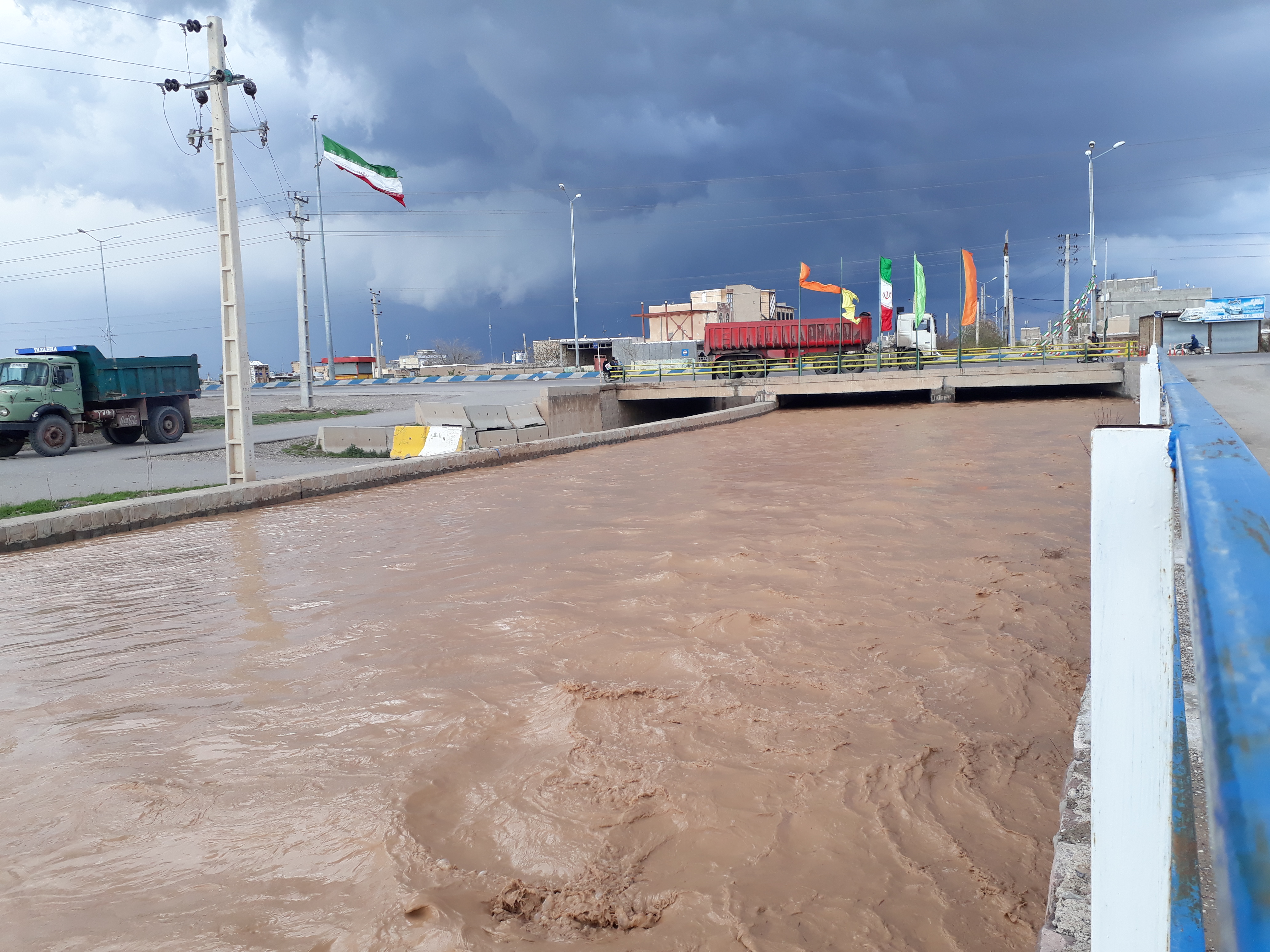
کانال‌های آبیاری در شهر اسفرورین که از خررود آب دریافت می‌کنند

خررود در راستای گسلی به نام گسل خررود به سمت شمال شرق جریان دارد. حوزه این رود در زون ایران مرکزی و در مجاورت زون سنندج-سیرجان قرار دارد. به دلیل فرسودگی سازندهای حوضه رودخانه و به طبع آن انحلال پذیری بالای رسوبات آن، میزان مواد محلول در آب این رودخانه بالا است.